# 瓦西里夫 (切爾諾夫策區)
48°36′15″N 25°50′30″E / 48.60417°N 25.84167°E

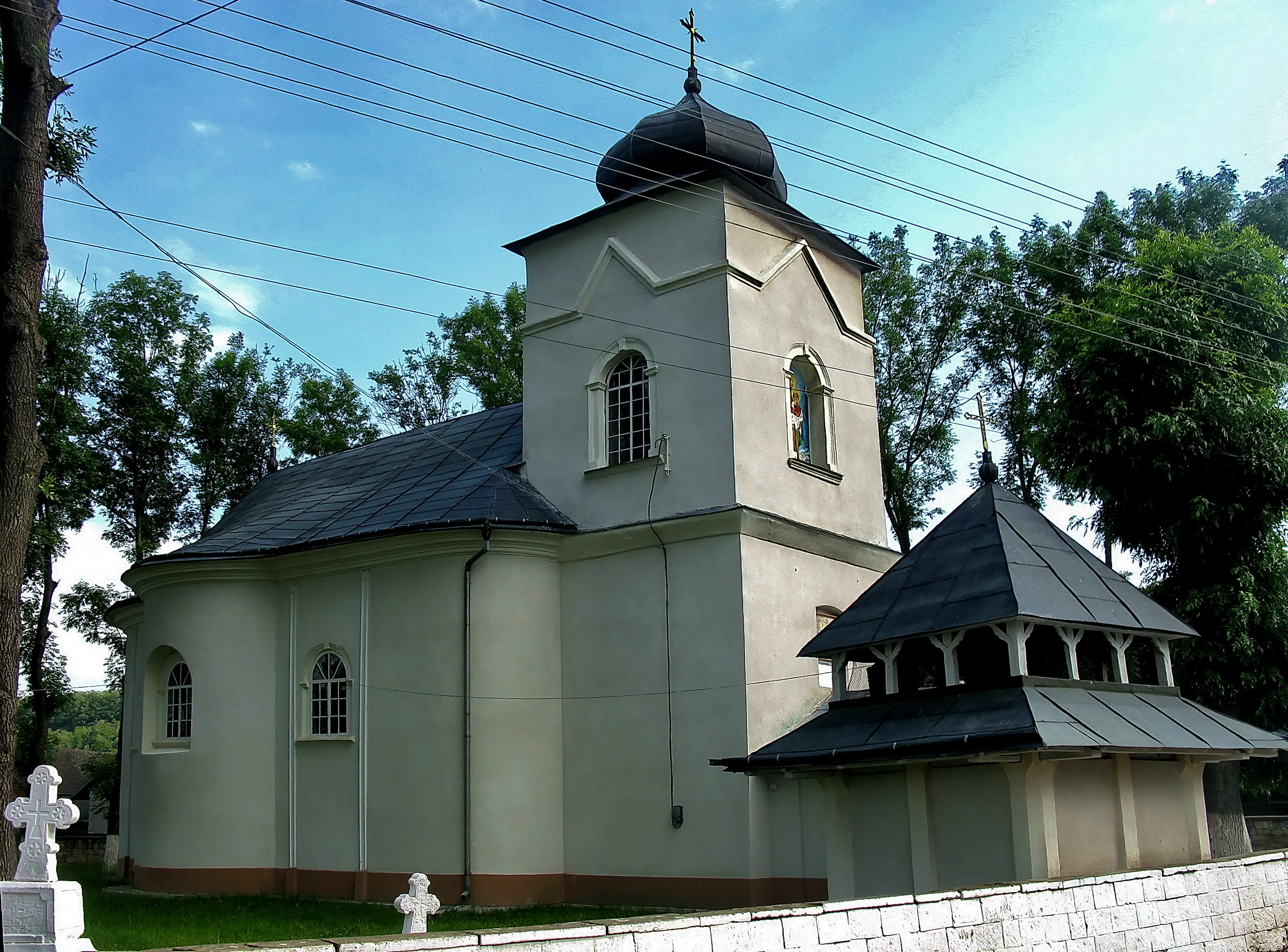
教堂

瓦西利夫（烏克蘭語：Василів）是位於烏克蘭西南部的村莊，由切爾諾夫策州切爾諾夫策區的卡杜比夫齊市鎮負責管轄。該村處於德涅斯特河畔，始建於1230年，海拔高度149米，2001年人口1,229。